# Bur Tetinggi
Bur Tetinggi är ett berg i Indonesien.   Det ligger i provinsen Aceh, i den västra delen av landet, 1 500 km nordväst om huvudstaden Jakarta. Toppen på Bur Tetinggi är 2 801 meter över havet, eller 195 meter över den omgivande terrängen. Bredden vid basen är 1,9 km.
Terrängen runt Bur Tetinggi är huvudsakligen bergig, men den allra närmaste omgivningen är kuperad. Runt Bur Tetinggi är det ganska tätbefolkat, med 120 invånare per kvadratkilometer. I omgivningarna runt Bur Tetinggi växer i huvudsak städsegrön lövskog.